# Отонские пещеры
Ото́нские пеще́ры (фр. Grottes de Hotton, валлон. Trôs d' Houton, нидерл. Grotten van Hotton) — система пещер с натёчным образованием, находящаяся в 2 км от коммуны Отон в Бельгии. Является наиболее глубокой среди пещерных систем в Арденнах. Другое название — Пещеры 1001 ночей (фр. Grottes des 1001 nuits).
Формирование пещер началось несколько миллионов лет назад, ещё в то время, когда основная часть современной Бельгии находилась под водами моря. Оно проходило медленно, под воздействием на известняковую породу воды, углекислого газа и активных эрозийных процессов. Пещеры были обнаружены в 1958 году во время вскрытия месторождений, но были открыты для посещения только в 1962 году.
Подземные галереи Отонских пещер достигают 65 м в глубину, их стены «украшены» сталактитами и сталагмитами. Один из залов внутри этой системы пещер имеет размеры 200×35×10 м, и является самым крупным в Бельгии. Температура внутри пещер постоянна и держится на уровне 12 °C.